# Where the Truth Lies
Where the Truth Lies (bra: Verdade Nua; prt: Onde Está a Verdade?) é um filme canado-britano-estadunidense de 2005, dos gêneros drama e suspense, dirigido e escrito por Atom Egoyan, baseado no romance homônimo de Rupert Holmes.

## Sinopse
Em 1957, uma jovem é encontrada morta no quarto de hotel de uma dupla de comediantes, levando sua carreira à decadência. Anos depois, a jornalista Karen O'Connor resolve investigar o mistério.

## Elenco
- Kevin Bacon ....   Lanny Morris
- Colin Firth ....   Vince Collins
- Alison Lohman .... Karen O'Connor
- David Hayman  ....     Reuben
- Rachel Blanchard ....  Maureen O'Flaherty
- Maury Chaykin ....     Sally Sanmarco
- Sonja Bennett ....     Bonnie Trout
- Kristin Adams ....     Alice